# يوبي سوفت اليابان
يوبي سوفت اليابان (بالإنجليزية: Ubisoft Japan)‏ (باليابانية: ユービーアイソフト日本) هي شركة متخصصة في ألعاب الفيديو ، تأسست عام 1994 وأغلب أعمال الشركة هي ترجمة العاب يوبي سوفت إلى اللغة اليابانية .

## وصلات خارجية
- الموقع الإلكتروني